# Core (álbum)
Core es el álbum debut de la banda estadounidense de grunge Stone Temple Pilots publicado el 29 de septiembre de 1992 a través de Atlantic Records. El álbum, que alcanzó el puesto número 3 en el Billboard 200, ha sido certificado 8 veces platino por la RIAA, por lo que es el álbum más vendido de STP. Este primer álbum de la banda fue lanzado el mismo día que el segundo álbum de Alice In Chains, Dirt.
El 29 de septiembre de 2017, se lanzó una edición de lujo para celebrar el 25 aniversario del lanzamiento del álbum.

## Grabación
Core fue grabado con el productor Brendan O'Brien de Rumbo Recorders en Los Ángeles en el transcurso de tres semanas.
La primera pista grabada para el álbum, "Wet My Bed", surgió de una sesión de improvisación entre el vocalista y el bajista Robert De Leo, que estaban solos en el estudio. El productor Brendan O'Brien se escucha al final de la pista, entrando en la habitación y diciendo "Muy bien, ¿y ahora qué?" Después de terminar la grabación, la banda se decidió por el nombre de "Core", en referencia a la manzana de la historia bíblica de Adán y Eva.

## Personal
- Scott Weiland – Voz
- Dean DeLeo – Guitarra
- Robert DeLeo – Bajo, Coros
- Eric Kretz – Batería

### Personal adicional
- Brendan O'Brien – Productor
- Steve Stewart – Gestión
- Nick DiDia – Ingeniero
- Dick Kaneshiro – 2.º Ingeniero
- Tom Baker – Masterización
- Kevin Design Hosmann – Director de arte
- Katrina Dickson – Fotografía
- Christian Clayton – Ilustración

## Posiciones en listas

### Listas semanales
| Lista (1993)                             | Posición más alta |
| ---------------------------------------- | ----------------- |
| Australia (ARIA)                         | 29                |
| Austria (Ö3 Austria)                     | 21                |
| Canadian Albums (RPM)                    | 8                 |
| Países Bajos (Album Top 100)             | 10                |
| Europe (European Top 100 Albums)         | 38                |
| Finnish Albums (Suomen virallinen lista) | 22                |
| Alemania (Offizielle Top 100)            | 53                |
| Nueva Zelanda (RMNZ)                     | 11                |
| Noruega (VG‑lista)                       | 20                |
| Suecia (Sverigetopplistan)               | 9                 |
| Suiza (Schweizer Hitparade)              | 36                |
| Reino Unido (UK Albums Chart)            | 27                |
| Estados Unidos (Billboard 200)           | 3                 |

| Lista (2023)                       | Posición más alta |
| ---------------------------------- | ----------------- |
| Hungarian Physical Albums (MAHASZ) | 31                |

|

### Listas de fin de año
| Lista (1993)     | Posición |
| ---------------- | -------- |
| US Billboard 200 | 10       |

### Listas de fin de década
| Lista (1990–1999) | Posición |
| ----------------- | -------- |
| US Billboard 200  | 93       |

### Posiciones de los sencillos
| "Sex Type Thing"                                                                                  | 1992 | —  | —  | —  | 23 | —  | —  | —  | —  | —  | 60 |
| "Plush"                                                                                           | 1993 | 18 | 39 | 9  | 1  | 47 | 21 | 15 | 23 | 18 | 23 |
| "Wicked Garden"                                                                                   | 1993 | —  | —  | 21 | 11 | —  | —  | —  | —  | —  | —  |
| "Creep"                                                                                           | 1993 | —  | 59 | 12 | 2  | 76 | 45 | —  | 24 | —  | —  |
| «—» denota una grabación que no fue posicionada en las listas o no fue lanzada en ese territorio. |      |    |    |    |    |    |    |    |    |    |    |

## Legado
Varias de las canciones del álbum quedan grapas de radio de rock en los Estados Unidos. En octubre de 2011, Core ocupó el puesto número diez (precedido del disco acústico en directo de Eric Clapton Unplugged) en el top-ten de la revista GuitarWorld de álbumes de guitarra de 1992. En 2019, la revista Rolling Stone lo clasificó en el puesto número 11 en su lista de "Los 50 mejores discos de grunge".

## Lista de canciones
1. "Dead And Bloated" 5:13
2. "Sex Type Thing" 3:44
3. "Wicked Garden" 4:07
4. "No Memory" 1:21
5. "Sin" 6:05
6. "Naked Sunday" 3:50
7. "Creep" 5:33
8. "Piece Of Pie" 5:24
9. "Plush" 4:21
10. "Wet My Bed" 1:37
11. "Crackerman" 3:15
12. "Where The River Goes" 8:26